# Municipio de Richlands
El municipio de Richlands (en inglés: Richlands Township) es un municipio ubicado en el  condado de Onslow en el estado estadounidense de Carolina del Norte. En el año 2010 tenía una población de 20.615 habitantes.

## Geografía
El municipio de Richlands se encuentra ubicado en las coordenadas 34°52′19.59″N 77°33′41.89″O / 34.8721083, -77.5616361.